# Non liquet
Non liquet (do latim non liquere: "não está claro") é uma expressão advinda do direito romano que se aplicava nos casos em que o juiz não encontrava nítida resposta jurídica para fazer o julgamento e, por isso, deixava de julgar. É discutível se poderia ser uma fórmula de sentença com a qual o juiz, por uma incerteza no direito (como uma lacuna) ou na reconstrução dos fatos, não decidia a causa.
A expressão resulta de uma redução (elipse) de um pequeno trecho da obra Noctes Atticae, do jurista romano Aulo Gélio :iuravi mihi non liquere, atque ita iudicatu illo solutus sum - ou seja, o juramento de que a causa não 
estava clara, de modo que o juiz ficava desobrigado de tomar uma decisão. Portanto, ao declarar o non liquet, o juiz romano se eximia da obrigação de julgar os casos nos quais a resposta jurídica não era  nítida. Expressava-se assim o estado de convencimento do julgador, evitando-se a prática de injustiças ou a violação da consciência do juiz - sem prejuízo da decisão, que seria, então tomada por outro iudex que se sentisse habilitado.

Em geral, no direito moderno,  o juiz tem que emitir a sentença a favor de uma parte ou de outra  com base no ônus da prova. No Brasil, o artigo 140 do Código de Processo Civil adverte que o juiz não se eximirá de sentenciar ao despachar alegando lacuna ou obscuridade da lei, não sendo possível recorrer ao non liquet.
| “ | Art. 140, caput. O juiz não se exime de decidir sob a alegação de lacuna ou obscuridade do ordenamento jurídico | ” |
|   | — Código de Processo Civil de 2015, Brasil.                                                                     |   |

No direito internacional, a fórmula indica o caso em que um órgão, especialmente a Corte Internacional de Justiça, não pode resolver uma controvérsia em razão da falta de fontes de referência, o que tem sido alvo de crítica por alguns juristas que por vezes assimilam um non liquet  a uma abstenção de se pronunciar.